# Lista de programas originais do Star+
Star+ (estilizado como ST★R+) é um serviço de vídeo sob demanda da The Walt Disney Company lançado na América Latina em 31 de agosto de 2021. Também foi anunciado que o Star+ produziria conteúdo local original que também será lançado exclusivamente no plataforma.

## Programação original

### Originais Star+

#### Drama
| Título                            | Gênero               | Estreia                                         | Temporadas                 | Duração    | Idioma    | Estado     |
| --------------------------------- | -------------------- | ----------------------------------------------- | -------------------------- | ---------- | --------- | ---------- |
| Não Foi Minha Culpa: México       | Drama                | - 17 de setembro de 2021 - 23 de março de 2022  | 10 episódios               | 38–47 min. | Espanhol  | Minissérie |
| Insânia                           | Thriller psicológico | - 3 de dezembro de 2021 - 26 de janeiro de 2022 | 1 temporada, 8 episódios   | 33–41 min. | Português | Finalizada |
| Santa Evita                       | Drama histórico      | 26 de julho de 2022                             | 7 episódios                | 37–48 min. | Espanhol  | Minissérie |
| Não Foi Minha Culpa: Brasil       | Drama                | 10 de agosto de 2022                            | 10 episódios               | 35–51 min. | Português | Minissérie |
| Não Foi Minha Culpa: Colômbia     | Drama                | 10 de agosto de 2022                            | 10 episódios               | 38–47 min. | Espanhol  | Minissérie |
| Repatriado                        | Drama                | 21 de setembro de 2022                          | 1 temporada, 10 episódios  | 33–45 min. | Espanhol  | Finalizada |
| Limbo                             | Drama                | 28 de setembro de 2022                          | 1 temporada, 10 episódios  | 34–43 min. | Espanhol  | Finalizada |
| O Rei da TV                       | Drama biográfico     | 19 de outubro de 2022                           | 2 temporadas, 16 episódios | 34–62 min. | Português | Finalizada |
| Santo Maldito                     | Drama                | 8 de fevereiro de 2023                          | 1 temporada, 8 episódios   | 33–43 min. | Português | Finalizada |
| Horário Nobre                     | Suspense             | 15 de fevereiro de 2023                         | 1 temporada, 10 episódios  | 34–45 min. | Espanhol  | Finalizada |
| O Grito das Mariposas             | Drama histórico      | 8 de março de 2023                              | 13 episódios               | 39–57 min. | Espanhol  | Minissérie |
| Ringo: Glória e Morte             | Drama biográfico     | 24 de março de 2023                             | 7 episódios                | 31–51 min. | Espanhol  | Minissérie |
| Dois Tempos                       | Drama de fantasia    | 10 de maio de 2023                              | 1 temporada, 8 episódios   | 34–41 min. | Português | Finalizada |
| Dezembro de 2001                  | Thriller político    | 7 de junho de 2023                              | 6 episódios                | 32–58 min. | Espanhol  | Minissérie |
| Pancho Villa: O Centauro do Norte | Drama biográfico     | 19 de julho de 2023                             | 1 temporada, 10 episódios  | 41–51 min. | Espanhol  | Finalizada |
| Vigarista Profissional            | Drama de true crime  | 13 de setembro de 2023                          | 8 episódios                | 24–38 min. | Espanhol  | Minissérie |
| Últimas Férias                    | Thriller de drama    | 8 de novembro de 2023                           | 1 temporada, 8 episódios   | 34–41 min. | Português | Finalizada |
| A História Delas                  | Drama                | 6 de dezembro de 2023                           | 1 temporada, 8 episódios   | 45–55 min. | Português | Finalizada |
| Hay algo en el bosque             | Terror sobrenatural  | 7 de fevereiro de 2024                          | 1 temporada, 8 episódios   | 23–29 min. | Espanhol  | Finalizada |
| O Agente de Futebol               | Cinebiografia        | 15 de março de 2024                             | 6 episódios                | 33–45 min. | Espanhol  | Minissérie |

#### Comédia
| Título                       | Gênero                       | Estreia                                       | Temporadas                 | Duração    | Idioma    | Estado     |
| ---------------------------- | ---------------------------- | --------------------------------------------- | -------------------------- | ---------- | --------- | ---------- |
| Terapia Alternativa          | Comédia romântica            | - 24 de setembro de 2021 - 6 de abril de 2022 | 2 temporada, 17 episódios  | 31–44 min. | Espanhol  | Finalizada |
| Os Protetores                | Comédia dramática            | - 9 de março de 2022 - 25 de junho de 2023    | 2 temporadas, 15 episódios | 32–46 min. | Espanhol  | Finalizada |
| O Galã: A TV Mudou, Ele Não  | Comédia                      | 8 de junho de 2022                            | 1 temporada, 12 episódios  | 25–39 min. | Espanhol  | Finalizada |
| Meu Querido Zelador          | Comédia dramática            | 26 de outubro de 2022                         | 2 temporadas, 18 episódios | 29–33 min. | Espanhol  | Finalizada |
| A Taça é Nuestra             | Comédia                      | 9 de novembro de 2022                         | 6 episódios                | 25–33 min. | Espanhol  | Minissérie |
| O Lutador Mascarado          | Comédia                      | 19 de abril de 2023                           | 1 temporada, 8 episódios   | 22–29 min. | Espanhol  | Finalizada |
| Planners                     | Comédia dramática            | 5 de maio de 2023                             | 1 temporada, 8 episódios   | 31–42 min. | Espanhol  | Finalizada |
| Compro Likes                 | Comédia                      | 22 de setembro de 2023                        | 1 temporada, 5 episódios   | 28–32 min. | Português | Finalizada |
| O Faz Nada                   | Comédia                      | 11 de outubro de 2023                         | 1 temporada, 5 episódios   | 28–35 min. | Espanhol  | Finalizada |
| How to Be a Carioca          | Comédia                      | 18 de outubro de 2023                         | 1 temporada, 6 episódios   | 28–30 min. | Português | Finalizada |
| Sou Seu Fã: A Festa Continua | Comédia                      | 15 de novembro de 2023                        | 1 temporada, 8 episódios   | 28–30 min. | Espanhol  | Finalizada |
| Desejos S.A                  | Comédia dramática            | 27 de março de 2024                           | 1 temporada, 6 episódios   | 29–36 min. | Português | Finalizada |
| A Fábrica de ETs             | Comédia de ficção científica | 3 de abril de 2024                            | 1 temporada, 10 episódios  | 21–27 min. | Espanhol  | Finalizada |

#### Sem roteiro

##### Docussérie
| Título                                        | Gênero                 | Estreia                                          | Temporadas               | Duração    | Idioma              | Estado     |
| --------------------------------------------- | ---------------------- | ------------------------------------------------ | ------------------------ | ---------- | ------------------- | ---------- |
| Más Allá de Diego                             | Esporte                | 19 de novembro de 2021                           | 3 episódios              | 39–40 min. | Espanhol            | Minissérie |
| O Que Você Não Sabia Sobre o Humor Argentino  | Humor                  | 25 de maio de 2022                               | 1 temporada, 6 episódios | 26–35 min. | Espanhol            | Finalizada |
| O Que Você Não Sabia Sobre o Humor Brasileiro | Humor                  | 25 de maio de 2022                               | 1 temporada, 6 episódios | 22–30 min. | Português           | Finalizada |
| O Que Você Não Sabia Sobre o Humor Mexicano   | Humor                  | 25 de maio de 2022                               | 1 temporada, 6 episódios | 21–30 min. | Espanhol            | Finalizada |
| Guillermo Pérez Roldán Confidencial           | Biografia/Esporte      | 24 de agosto de 2022                             | 3 episódios              | 32–36 min. | Espanhol            | Minissérie |
| Proibido: Aquilo Que Não se Fala              | Sociedade              | 19 de outubro de 2022                            | 7 episódios              | 26–36 min. | Espanhol            | Minissérie |
| Checo                                         | Esporte                | - 4 de novembro de 2022 - 24 de novembro de 2022 | 4 episódios              | 24–26 min. | Espanhol            | Minissérie |
| Peace Peace Now Now                           | Sociedade              | 23 de novembro de 2022                           | 4 episódios              | 42–46 min. | Espanhol            | Minissérie |
| Ricardo Fort: O Comandante                    | Biografia              | 25 de janeiro de 2023                            | 4 episódios              | 35–62 min. | Espanhol            | Minissérie |
| A Super Fantástica História do Balão          | Docussérie musical     | 12 de julho de 2023                              | 3 episódios              | 41–60 min. | Português           | Minissérie |
| Voltando a Ler Mafalda                        | Docussérie de animação | 27 de setembro de 2023                           | 4 episódios              | 24–36 min. | Espanhol            | Minissérie |
| BePlaying: A Voz Por Trás do Som              | Música                 | 20 de outubro de 2023                            | 6 episódios              | 23–26 min. | - Inglês - Espanhol | Minissérie |

##### Reality
| Título                              | Gênero       | Estreia               | Temporadas                | Duração    | Idioma   | Estado     |
| ----------------------------------- | ------------ | --------------------- | ------------------------- | ---------- | -------- | ---------- |
| O Herdeiro: A Dinastia do Freestyle | Reality show | 20 de janeiro de 2023 | 1 temporada, 20 episódios | 29–44 min. | Espanhol | Finalizada |

##### Variedades
| Título                               | Gênero    | Estreia                | Temporadas               | Duração | Idioma   | Estado     |
| ------------------------------------ | --------- | ---------------------- | ------------------------ | ------- | -------- | ---------- |
| Especiales Star+: En primera persona | Talk show | 29 de novembro de 2021 | 1 temporada, 6 episódios | 60 min. | Espanhol | Finalizada |

#### Co-produções
| Título  | Gênero        | Parceiro/país          | Estreia                                   | Temporadas               | Duração | Idioma   | Estado     |
| ------- | ------------- | ---------------------- | ----------------------------------------- | ------------------------ | ------- | -------- | ---------- |
| O Museu | Humor sombrio | Movistar Plus+/Espanha | - 11 de abril de 2024 - 1 de maio de 2024 | 1 temporada, 6 episódios | 30 min. | Espanhol | Finalizada |

#### Continuações
Esses programas foram escolhidos pelo Star+ para temporadas adicionais, após terem tido suas temporadas anteriores transmitidas em outra emissora.
| Título                                         | Gênero         | Emissora original   | Estreia              | Temporadas                 | Duração    | Idioma    | Estado     |
| ---------------------------------------------- | -------------- | ------------------- | -------------------- | -------------------------- | ---------- | --------- | ---------- |
| Bios: Vidas que Marcaram a Sua (3.ª temporada) | Docu-reality   | National Geographic | 31 de agosto de 2021 | 1 temporada, 7 episódios   | 47 min.    | Espanhol  | Finalizada |
| Impuros (temporadas 3–4)                       | Drama criminal | Fox Premium         | 31 de agosto de 2021 | 2 temporadas, 20 episódios | 38–56 min. | Português | Finalizada |

## Distribuição internacional exclusiva

### Programação exclusiva

#### Drama

##### Inglês
| Título                                      | Gênero                              | Emissora original                   | Estreia                 | Temporadas                   | Duração    | Estado     |
| ------------------------------------------- | ----------------------------------- | ----------------------------------- | ----------------------- | ---------------------------- | ---------- | ---------- |
| American Horror Story (temporadas 10–12)    | Antologia de terror                 | FX                                  | 31 de agosto de 2021    | 3 temporadas, 29 episódios   | 37–73 min. | Finalizada |
| Big Sky                                     | Suspense criminal                   | ABC                                 | 31 de agosto de 2021    | 3 temporadas, 47 episódios   | 42–44 min. | Finalizada |
| Narciso Negro                               | Drama                               | FX / BBC One                        | 31 de agosto de 2021    | 3 episódios                  | 57–60 min. | Minissérie |
| Feud                                        | Antologia de drama biográfico       | FX                                  | 31 de agosto de 2021    | 2 temporadas, 16 episódios}} | 45–63 min. | Finalizada |
| Filthy Rich                                 | Soap opera                          | Fox                                 | 31 de agosto de 2021    | 1 temporada, 10 episódios    | 41–44 min. | Finalizada |
| Genius (temporadas 3–4)                     | Antologia de drama biográfico       | National Geographic                 | 31 de agosto de 2021    | 2 temporadas, 16 episódios   | 44–57 min. | Finalizada |
| Grey's Anatomy                              | Drama médico                        | ABC                                 | 31 de agosto de 2021    | 19 temporadas, 420 episódios | 42–44 min. | Finalizada |
| Helstrom                                    | Super-heróis/Fantasia sombria       | Hulu                                | 31 de agosto de 2021    | 1 temporada, 10 episódios    | 44–55 min. | Finalizada |
| The Hot Zone                                | Antologia de drama                  | National Geographic                 | 31 de agosto de 2021    | 2 temporadas, 12 episódios   | 44–47 min. | Finalizada |
| Love, Victor                                | Drama adolescente romântico         | Hulu                                | 31 de agosto de 2021    | 3 temporadas, 28 episódios   | 24–31 min. | Finalizada |
| Mayans M.C.                                 | Drama criminal                      | FX                                  | 31 de agosto de 2021    | 5 temporadas, 50 episódios   | 46–70 min. | Finalizada |
| Next                                        | Drama policial de ficção científica | Fox                                 | 31 de agosto de 2021    | 1 temporada, 10 episódios    | 45–47 min. | Finalizada |
| A Teacher                                   | Drama                               | FX on Hulu                          | 31 de agosto de 2021    | 10 episódios                 | 21–29 min. | Minissérie |
| The Walking Dead (11.ª temporada)           | Terror de apocalipse zumbi          | AMC                                 | 31 de agosto de 2021    | 1 temporada, 24 episódios    | 42–65 min. | Finalizada |
| Y: The Last Man                             | Ficção científica, Pós-apocalítico  | FX on Hulu                          | 13 de setembro de 2021  | 1 temporada, 10 episódios    | 47–54 min. | Finalizada |
| Pose (3.ª temporada)                        | Drama                               | FX                                  | 15 de setembro de 2021  | 1 temporada, 7 episódios     | 46–91 min. | Finalizada |
| American Horror Stories                     | Antologia de terror e sobrenatural  | FX on Hulu                          | 20 de outubro de 2021   | 3 temporadas, 19 episódios   | 38–49 min. | Finalizada |
| Chucky                                      | Terror                              | - Syfy - USA Network                | 27 de outubro de 2021   | 3 temporadas, 24 episódios   | 41–55 min. | Finalizada |
| Dopesick                                    | Drama                               | Hulu                                | 12 de novembro de 2021  | 8 episódios                  | 57–63 min. | Minissérie |
| Law & Order: Organized Crime                | Drama policial                      | NBC                                 | 24 de novembro de 2021  | 4 temporadas, 65 episódios   | 40–49 min. | Finalizada |
| Godfather of Harlem (temporada 2–3)         | Drama criminal                      | - Epix (temp. 1–2) - MGM+ (temp. 3) | 15 de dezembro de 2021  | 2 temporadas, 20 episódios   | 49–57 min. | Finalizada |
| Motherland: Fort Salem                      | Drama sobrenatural                  | Freeform                            | 22 de dezembro de 2021  | 3 temporadas, 30 episódios   | 41–51 min. | Finalizada |
| This Is Us (6.ª temporada)                  | Drama                               | NBC                                 | 6 de janeiro de 2022    | 1 temporada, 18 episódios    | 44–48 min. | Finalizada |
| The Premise                                 | Antologia, Drama                    | FX on Hulu                          | 12 de janeiro de 2022   | 1 temporada, 5 episódios     | 29–31 min. | Finalizada |
| Pam & Tommy                                 | Drama biográfico                    | Hulu                                | 2 de fevereiro de 2022  | 8 episódios                  | 43–51 min. | Minissérie |
| 9-1-1 (temporadas 5–6)                      | Drama                               | FOX                                 | 2 de março de 2022      | 2 temporadas, 36 episódios   | 45 min.    | Finalizada |
| The Dropout                                 | Drama                               | Hulu                                | 3 de março de 2022      | 8 episódios                  | 45–55 min. | Minissérie |
| Outlander (temporadas 6–7)                  | Drama histórico                     | Starz                               | 9 de março de 2022      | 2 temporadas, 16 episódios   | 58–81 min. | Finalizada |
| The Resident (temporadas 5–6)               | Drama médico                        | FOX                                 | 23 de março de 2022     | 2 temporadas, 36 episódios   | 45 min.    | Finalizada |
| Our Kind of People                          | Drama                               | FOX                                 | 6 de abril de 2022      | 1 temporada, 12 episódios    | 44 min.    | Finalizada |
| Wu-Tang: An American Saga                   | Drama                               | Hulu                                | 20 de abril de 2022     | 3 temporadas, 30 episódios   | 42–70 min. | Finalizada |
| Bel-Air                                     | Drama                               | Peacock                             | 18 de maio de 2022      | 2 temporadas, 20 episódios   | 47–60 min. | Finalizada |
| S.W.A.T. (temporadas 5–6)                   | Drama policial de ação              | CBS                                 | 18 de maio de 2022      | 2 temporadas, 44 episódios   | 42 min.    | Finalizada |
| The Thing About Pam                         | Drama criminal                      | NBC                                 | 25 de maio de 2022      | 6 episódios                  | 43 min.    | Minissérie |
| Queens                                      | Drama musical                       | ABC                                 | 1 de junho de 2022      | 1 temporada, 13 episódios    | 42–45 min. | Finalizada |
| American Crime Story                        | Antologia de true crime             | FX                                  | 22 de junho de 2022     | 3 temporadas, 29 episódios   | 42–74 min. | Finalizada |
| Candy: Uma História de Paixão e Crime       | Drama criminal                      | Hulu                                | 27 de julho de 2022     | 5 episódios                  | 47–56 min. | Minissérie |
| Promised Land                               | Drama                               | ABC/Hulu                            | 27 de julho de 2022     | 1 temporada, 10 episódios    | 43–57 min. | Finalizada |
| 9-1-1: Lone Star (temporadas 3–4)           | Drama                               | FOX                                 | 10 de agosto de 2022    | 2 temporadas, 36 episódios   | 45 min.    | Finalizada |
| Em Nome do Céu                              | True crime, Drama psicológico       | Hulu                                | 10 de agosto de 2022    | 7 episódios                  | 64–90 min. | Minissérie |
| Mike: Além de Tyson                         | Drama biográfico                    | Hulu                                | 25 de agosto de 2022    | 9 episódios                  | 25–33 min. | Minissérie |
| Pistol                                      | Drama biográfico                    | FX on Hulu                          | 31 de agosto de 2022    | 6 episódios                  | 46–57 min. | Minissérie |
| Conversas Entre Amigos                      | Drama                               | BBC Three / Hulu / RTÉ One          | 21 de setembro de 2022  | 12 episódios                 | 25–31 min. | Minissérie |
| Até Que Se Prove o Contrário                | Drama legal                         | Hulu                                | 27 de setembro de 2022  | 1 temporada, 9 episódios     | 47–56 min. | Finalizada |
| The Old Man                                 | Thriller de ação                    | FX                                  | 28 de setembro de 2022  | 1 temporada, 7 episódios     | 60–64 min. | Finalizada |
| Me Conte Mentiras                           | Drama                               | Hulu                                | 28 de setembro de 2022  | 1 temporada, 10 episódios    | 46–54 min. | Finalizada |
| Bem-Vindos ao Clube da Sedução              | Drama                               | Hulu                                | 22 de novembro de 2022  | 8 episódios                  | 36–47 min. | Minissérie |
| The Patient                                 | Thriller psicológico                | FX on Hulu                          | 21 de dezembro de 2022  | 10 episódios                 | 22–47 min. | Minissérie |
| A Nova Vida de Toby                         | Drama                               | FX on Hulu                          | 22 de fevereiro de 2023 | 9 episódios                  | 47–52 min. | Minissérie |
| Kindred: Segredos e Raízes                  | Drama de ficção científica          | FX on Hulu                          | 29 de março de 2023     | 1 temporada, 8 episódios     | 36–54 min. | Finalizada |
| As Pequenas Coisas da Vida                  | Drama                               | Hulu                                | 7 de abril de 2023      | 8 episódios                  | 26–32 min. | Minissérie |
| A Small Light                               | Drama biográfico                    | National Geographic                 | 2 de maio de 2023       | 8 episódios                  | 40–53 min. | Minissérie |
| Olhos Atentos                               | Thriller de mistério                | Freeform                            | 10 de maio de 2023      | 1 temporada, 10 episódios    | 42–44 min. | Finalizada |
| Alasca: Em Busca da Notícia                 | Drama                               | ABC                                 | 17 de maio de 2023      | 1 temporada, 10 episódios    | 42–44 min. | Finalizada |
| O Culto Secreto                             | Thriller psicológico                | Disney+ (Star)                      | 24 de maio de 2023      | 8 episódios                  | 46–52 min. | Minissérie |
| Saint X                                     | Drama psicológico                   | Hulu                                | 7 de junho de 2023      | 1 temporada, 8 episódios     | 44–55 min. | Minissérie |
| Agentes do FBI                              | Drama criminal                      | FX on Hulu                          | 21 de junho de 2023     | 8 episódios                  | 37–48 min. | Minissérie |
| Grandes Expectativas                        | Drama de época                      | - BBC One - FX on Hulu              | 28 de junho de 2023     | 6 episódios                  | 56–58 min. | Minissérie |
| A Verdade da Mentira: Uma Nova Missão       | Drama de ação                       | CBS                                 | 5 de julho de 2023      | 1 temporada, 10 episódios    | 42–44 min. | Finalizada |
| Will Trent                                  | Drama policial                      | ABC                                 | 19 de julho de 2023     | 1 temporada, 13 episódios    | 42–44 min. | Finalizada |
| Justified: City Primeval                    | Drama criminal de faroeste          | FX                                  | 13 de setembro de 2023  | 8 episódios                  | 43–52 min. | Minissérie |
| Doce Mistério                               | Drama histórico                     | Hulu                                | 8 de novembro de 2023   | 1 temporada, 8 episódios     | 54–61 min. | Finalizada |
| Assassinato no Fim do Mundo                 | Mistério de assassinato             | FX on Hulu                          | 14 de novembro de 2023  | 7 episódios                  | 42–72 min. | Minissérie |
| Bem-Vindos à Austrália                      | Drama histórico                     | Disney+ (Star)                      | 26 de novembro de 2023  | 6 episódios                  | 24–49 min. | Minissérie |
| Cirurgias e Artimanhas                      | Drama de assalto de época           | Disney+ (Star)                      | 29 de novembro de 2023  | 1 temporada, 8 episódios     | 41–49 min. | Finalizada |
| Culprits                                    | Thriller de assalto/Humor sombrio   | Disney+ (Star)                      | 29 de novembro de 2023  | 1 temporada, 8 episódios     | 48–57 min. | Finalizada |
| A Morte Entre Outros Mistérios              | Mistério de assassinato             | Hulu                                | 16 de janeiro de 2024   | 1 temporada, 10 episódios    | 40–52 min. | Finalizada |
| Xógum: A Gloriosa Saga do Japão             | Drama histórico                     | FX on Hulu                          | 27 de fevereiro de 2024 | 1 temporada, 10 episódios    | 53–70 min. | Finalizada |
| O Véu                                       | Thriller de espionagem              | FX on Hulu                          | 30 de abril de 2024     | 6 episódios                  | 38–46 min. | Minissérie |
| Clipped: Escândalos no Los Angeles Clippers | Drama esportivo                     | FX on Hulu                          | 4 de junho de 2024      | 6 episódios                  | 44–49 min. | Minissérie |
| Queenie                                     | Drama                               | - Channel 4 - Hulu                  | 7 de junho de 2024      | 1 temporada, 8 episódios     | 25–26 min. | Minissérie |

##### Coreano
| Título                             | Gênero                                  | Emissora original | Estreia                 | Temporadas                 | Duração    | Estado     |
| ---------------------------------- | --------------------------------------- | ----------------- | ----------------------- | -------------------------- | ---------- | ---------- |
| Grid                               | Suspense tecnológico de mistério        | Disney+ (Star)    | 7 de setembro de 2022   | 10 episódios               | 50–55 min. | Minissérie |
| Com a Permissão do Tribunal        | Drama legal de mistério                 | Disney+ (Star)    | 21 de setembro de 2022  | 12 episódios               | 59–72 min. | Minissérie |
| Big Mouth: De Vigarista a Vingador | Thriller noir                           | MBC               | 28 de setembro de 2022  | 16 episódios               | 63–74 min. | Minissérie |
| Soundtrack #1                      | Drama romântico musical                 | Disney+ (Star)    | 19 de outubro de 2022   | 1 temporada, 4 episódios   | 41–56 min. | Minissérie |
| O Detetive das Sombras             | Thriller policial                       | Disney+ (Star)    | 26 de outubro de 2022   | 2 temporadas, 16 episódios | 55–62 min. | Finalizada |
| Em Busca de Vingança               | Thriller de mistério                    | Disney+ (Star)    | 9 de novembro de 2022   | 12 episódios               | 61–66 min. | Minissérie |
| O Beijo do Destino                 | Drama de fantasia romântico             | Disney+ (Star)    | 30 de novembro de 2022  | 12 episódios               | 60–75 min. | Minissérie |
| Interligados                       | Thriller policial de fantasia           | Disney+ (Star)    | 7 de dezembro de 2022   | 6 episódios                | 37–47 min. | Minissérie |
| A Próxima Aposta                   | Drama criminal                          | Disney+ (Star)    | 21 de dezembro de 2022  | 2 temporadas, 16 episódios | 51–81 min. | Finalizada |
| Um Advogado Por Um Dólar           | Drama jurídico                          | SBS TV            | 25 de janeiro de 2023   | 12 episódios               | 58–74 min. | Minissérie |
| Isso Se Chama Amor                 | Melodrama                               | Disney+ (Star)    | 22 de fevereiro de 2023 | 16 episódios               | 62–73 min. | Minissérie |
| Equipe de Emergência               | Drama médico                            | SBS TV            | 12 de abril de 2023     | 1 temporada, 12 episódios  | 59–70 min. | Finalizada |
| Pandora: Além do Paraíso           | Drama de vingança                       | tvN               | 12 de abril de 2023     | 16 episódios               | 61–67 min. | Minissérie |
| Doutor Advogado                    | Drama jurídico-médico                   | MBC               | 19 de abril de 2023     | 16 episódios               | 63–72 min. | Minissérie |
| Vencer na Vida                     | Drama                                   | Disney+ (Star)    | 10 de maio de 2023      | 12 episódios               | 54–64 min. | Minissérie |
| Ligação: Comer, Amar e Matar       | Comédia dramática romântica de fantasia | tvN               | 24 de maio de 2023      | 16 episódios               | 60–72 min. | Minissérie |
| Jovens Herdeiros                   | Drama de fantasia                       | MBC               | 12 de julho de 2023     | 16 episódios               | 68–80 min. | Minissérie |
| Em Movimento                       | Thriller de ação                        | Disney+ (Star)    | 9 de agosto de 2023     | 20 episódios               | 38–58 min. | Minissérie |
| Adamas: O Diamante Assassino       | Drama criminal de Fantasia              | tvN               | 30 de agosto de 2023    | 16 episódios               | 65–78 min. | Minissérie |
| O Pior do Mal                      | Drama criminal                          | Disney+ (Star)    | 27 de setembro de 2023  | 12 episódios               | 52–69 min. | Minissérie |
| Vigilante                          | Thriller de ação                        | Disney+ (Star)    | 8 de novembro de 2023   | 8 episódios                | 42–54 min. | Minissérie |
| Soundtrack #2                      | Drama romântico musical                 | Disney+ (Star)    | 6 de dezembro de 2023   | 6 episódios                | 41–46 min. | Minissérie |
| Uma Loja para Assassinos           | Drama de ação                           | Disney+ (Star)    | 17 de janeiro de 2024   | 8 episódios                | 44–62 min. | Minissérie |
| O Herdeiro Impossível              | Drama de vingança                       | Disney+ (Star)    | 28 de fevereiro de 2024 | 12 episódios               | 51–65 min. | Minissérie |
| Sem Sangue                         | Thriller                                | Disney+ (Star)    | 10 de abril de 2024     | 10 episódios               | 46–50 min. | Minissérie |
| Tio Samsik                         | Drama histórico                         | Disney+ (Star)    | 15 de maio de 2024      | 16 episódios               | 44–46 min. | Minissérie |

##### Espanhol
| Título               | Gênero                  | Emissora original | Estreia               | Temporadas  | Duração    | Estado     |
| -------------------- | ----------------------- | ----------------- | --------------------- | ----------- | ---------- | ---------- |
| A Última Chance      | Drama romântico musical | Disney+ (Star)    | 2 de dezembro de 2022 | 5 episódios | 48–59 min. | Minissérie |
| A Menina Invisível   | Thriller de drama       | Disney+ (Star)    | 22 de março de 2023   | 8 episódios | 32–43 min. | Minissérie |
| Cristóbal Balenciaga | Cinebiografia           | Disney+ (Star)    | 19 de janeiro de 2024 | 6 episódios | 50 min.    | Minissérie |

##### Francês
| Título                      | Gênero | Emissora original | Estreia            | Temporadas  | Duração    | Estado     |
| --------------------------- | ------ | ----------------- | ------------------ | ----------- | ---------- | ---------- |
| Justiça por Malik Oussekine | Drama  | Disney+ (Star)    | 11 de maio de 2022 | 4 episódios | 55–65 min. | Minissérie |

##### Indonésio
| Título              | Gênero                      | Emissora original | Estreia             | Temporadas                | Duração    | Estado     |
| ------------------- | --------------------------- | ----------------- | ------------------- | ------------------------- | ---------- | ---------- |
| Jovens Virgens      | Drama adolescente           | Disney+ Hotstar   | 1 de março de 2023  | 10 episódios              | 47–58 min. | Minissérie |
| Casamento Arranjado | Drama romântico             | Disney+ Hotstar   | 15 de março de 2023 | 1 temporada, 10 episódios | 41–70 min. | Finalizada |
| Perdidos Para Amar  | Drama romântico de fantasia | Disney+ Hotstar   | 19 de abril de 2023 | 12 episódios              | 24–35 min. | Minissérie |
| Maldição de Sangue  | Drama de terror             | Disney+ Hotstar   | 7 de junho de 2023  | 9 episódios               | 42–50 min. | Minissérie |

##### Japonês
| Título                               | Gênero                                  | Emissora original | Estreia                | Temporadas                | Duração    | Estado     |
| ------------------------------------ | --------------------------------------- | ----------------- | ---------------------- | ------------------------- | ---------- | ---------- |
| Algum Dia, Eu Serei o Amor de Alguém | Drama romântico                         | MBS/TBS           | 14 de dezembro de 2022 | 1 temporada, 12 episódios | 26 min.    | Finalizada |
| Por que Esquecemos de Tudo?          | Drama de mistério                       | Disney+ (Star)    | 14 de dezembro de 2022 | 10 episódios              | 27–38 min. | Minissérie |
| Canibal                              | Thriller de terror                      | Disney+ (Star)    | 28 de dezembro de 2022 | 1 temporada, 7 episódios  | 34–70 min. | Finalizada |
| Kindaichi: O Jovem Detetive          | Mistério/Drama de suspense              | Nippon TV         | 11 de janeiro de 2023  | 10 episódios              | 46–69 min. | Minissérie |
| Um Amor Perigoso                     | Drama romântico                         | MBS               | 25 de janeiro de 2023  | 10 episódios              | 25 min.    | Minissérie |
| Minha Família em Jogo                | Drama familiar                          | TBS               | 15 de março de 2023    | 10 episódios              | 48–71 min. | Minissérie |
| A Última Ficha                       | Drama de indústria de jogos eletrônicos | TBS               | 12 de abril de 2023    | 9 episódios               | 45–69 min. | Minissérie |
| Dragons of Wonderhatch               | Híbrido de anime/live-action            | Disney+ (Star)    | 20 de dezembro de 2023 | 8 episódios               | 33–46 min. | Minissérie |
| House of the Owl                     | Drama político                          | Disney+ (Star)    | 24 de abril de 2024    | 10 episódios              | 34–50 min. | Minissérie |

##### Turco
| Título                 | Gênero            | Emissora original | Estreia                | Temporadas               | Duração    | Estado     |
| ---------------------- | ----------------- | ----------------- | ---------------------- | ------------------------ | ---------- | ---------- |
| Desejo de Vingança     | Suspense policial | Disney+ (Star)    | 16 de novembro de 2022 | 1 temporada, 8 episódios | 31–42 min. | Finalizada |
| Jogando com o Amor     | Drama romântico   | Disney+ (Star)    | 14 de dezembro de 2022 | 1 temporada, 8 episódios | 49–59 min. | Finalizada |
| Kaçış: Fuga Terrorista | Thriller de ação  | Disney+ (Star)    | 4 de janeiro de 2023   | 1 temporada, 8 episódios | 41–53 min. | Finalizada |
| A Atriz                | Thriller policial | Disney+ (Star)    | 31 de maio de 2023     | 1 temporada, 8 episódios | 39–44 min. | Finalizada |
| Promessa do Paraíso    | Drama de mistério | Disney+ (Star)    | 14 de junho de 2023    | 1 temporada, 6 episódios | 49–63 min. | Finalizada |

##### Outros
| Título                          | Gênero                        | Emissora original           | Estreia                | Temporadas                | Duração    | Idioma   | Estado     |
| ------------------------------- | ----------------------------- | --------------------------- | ---------------------- | ------------------------- | ---------- | -------- | ---------- |
| Anita Mui: A Rainha Pop da Ásia | Musical/Cinebiografia         | Lançamento nos cinemas/Star | 6 de abril de 2022     | 5 episódios               | 43–46 min. | Cantonês | Minissérie |
| Anjos Ignorantes                | Drama romântico               | Disney+ (Star)              | 13 de abril de 2022    | 8 episódios               | 42–61 min. | Italiano | Minissérie |
| As Mulheres de Taiwan           | Melodrama slice of life       | Disney+ (Star)              | 21 de setembro de 2022 | 11 episódios              | 47–54 min. | Mandarim | Minissérie |
| Histórias de Crimes em Taiwan   | Thriller policial psicológico | Disney+ (Star)              | 4 de janeiro de 2023   | 1 temporada, 12 episódios | 44–61 min. | Mandarim | Finalizada |
| Mães da Mafia                   | Drama policial                | Disney+ (Star)              | 5 de abril de 2023     | 6 episódios               | 58–62 min. | Italiano | Minissérie |
| Sam - Um Saxão                  | Drama biográfico              | Disney+ (Star)              | 26 de abril de 2023    | 7 episódios               | 44–61 min. | Alemão   | Minissérie |

#### Comédia

##### Inglês
| Título                            | Gênero                                 | Emissora original                   | Estreia                | Temporadas                     | Duração    | Estado     |
| --------------------------------- | -------------------------------------- | ----------------------------------- | ---------------------- | ------------------------------ | ---------- | ---------- |
| Breeders                          | Humor negro                            | FX/Sky One                          | 31 de agosto de 2021   | 3 temporadas, 30 episódios     | 21–31 min. | Finalizada |
| Dave                              | Comédia                                | FXX                                 | 31 de agosto de 2021   | 3 temporadas, 30 episódios     | 24–32 min. | Finalizada |
| Dollface                          | Comédia                                | Hulu                                | 31 de agosto de 2021   | 2 temporadas, 20 episódios     | 22–32 min. | Finalizada |
| Love in the Time of Corona        | Comédia romântica                      | Freeform                            | 31 de agosto de 2021   | 4 episódios                    | 27–35 min. | Minissérie |
| Only Murders in the Building      | Comédia                                | Hulu                                | 31 de agosto de 2021   | 3 temporadas, 30 episódios     | 26–35 min. | Finalizada |
| Mr Inbetween (3.ª temporada)      | Comédia de drama policial              | Fox Showcase/FX                     | 6 de outubro de 2021   | 1 temporada, 9 episódios       | 21–32 min. | Finalizada |
| What We Do in the Shadows         | Mocumentário de terror                 | FX                                  | 27 de outubro de 2021  | 5 temporadas, 50 episódios     | 22–30 min. | Finalizada |
| Rebel                             | Comédia dramática jurídico             | ABC                                 | 10 de novembro de 2021 | 2 temporadas, 12 episódios}}   | 41–44 min. | Finalizada |
| Reservation Dogs                  | Comédia dramática adolescente          | FX on Hulu                          | 24 de novembro de 2021 | 3 temporadas, 28 episódios     | 25–33 min. | Finalizada |
| It's Always Sunny in Philadelphia | Sitcom                                 | - FX (temp. 1–8) - FXX (temp. 9–16) | 12 de janeiro de 2022  | 16 temporadas, 170 episódios}} | 18–43 min. | Finalizada |
| How I Met Your Father             | Comédia                                | Hulu                                | 9 de março de 2022     | 2 temporadas, 20 episódios     | 22–25 min. | Finalizada |
| Life & Beth                       | Comédia                                | Hulu                                | 18 de março de 2022    | 2 temporadas, 20 episódios     | 24–32 min. | Finalizada |
| Single Drunk Female               | Comédia                                | Freeform                            | 22 de junho de 2022    | 2 temporadas, 20 episódios     | 20–25 min. | Finalizada |
| The Big Leap                      | Comédia dramática musical              | FOX                                 | 6 de abril de 2022     | 1 temporada, 11 episódios      | 40–45 min. | Finalizada |
| The Orville (3.ª temporada)       | Comédia dramática de ficção científica | - Fox (temp. 1–2) - Hulu (temp. 3)  | 2 de junho de 2022     | 1 temporada, 10 episódios      | 60–88 min. | Finalizada |
| Abbott Elementary                 | Sitcom mocumentário                    | ABC                                 | 10 de agosto de 2022   | 2 temporadas, 35 episódios     | 21–22 min. | Finalizada |
| Entre Casamentos                  | Comédia romântica, thiller de ação     | Disney+ (Star)                      | 8 de setembro de 2022  | 1 temporada, 8 episódios       | 31–42 min. | Finalizada |
| O Urso                            | Comédia                                | FX on Hulu                          | 12 de outubro de 2022  | 2 temporadas, 18 episódios     | 20–66 min. | Finalizada |
| Reboot                            | Comédia                                | Hulu                                | 2 de novembro de 2022  | 1 temporada, 8 episódios       | 29–30 min. | Finalizada |
| Este Tonto                        | Comédia                                | Hulu                                | 9 de novembro de 2022  | 2 temporadas, 20 episódios     | 22–31 min. | Finalizada |
| Maggie: A Vidente                 | Sitcom                                 | Hulu                                | 23 de novembro de 2022 | 1 temporada, 13 episódios      | 23–24 min. | Finalizada |
| Extraordinária                    | Comédia de super-heróis                | Disney+ (Star)                      | 25 de janeiro de 2023  | 2 temporadas, 16 episódios     | 29–34 min. | Finalizada |
| A História do Mundo: Parte 2      | Comédia de esquetes                    | Hulu                                | 6 de março de 2023     | 8 episódios                    | 23–32 min. | Minissérie |
| Amor Nas Alturas                  | Comédia romântica musical              | Hulu                                | 24 de março de 2023    | 1 temporada, 8 episódios       | 26–32 min. | Finalizada |
| Fora da Prisão                    | Comédia                                | Hulu                                | 29 de março de 2023    | 1 temporada, 8 episódios       | 25–31 min. | Finalizada |
| Não Estou Morta!                  | Comédia                                | ABC                                 | 24 de maio de 2023     | 1 temporada, 13 episódios      | 20–22 min. | Finalizada |
| Ou Tudo Ou Nada De Novo           | Comédia dramática                      | - Disney+ (Star) - FX on Hulu       | 14 de junho de 2023    | 8 episódios                    | 38–54 min. | Minissérie |
| A Outra Garota Negra              | Thriller psicológico de humor sombrio  | Hulu                                | 13 de setembro de 2023 | 1 temporada, 10 episódios}}    | 25–32 min. | Finalizada |

##### Coreano
| Título                  | Gênero                              | Emissora original | Estreia                | Temporadas   | Duração     | Estado     |
| ----------------------- | ----------------------------------- | ----------------- | ---------------------- | ------------ | ----------- | ---------- |
| Snowdrop                | Humor negro romântico               | JTBC              | 9 de fevereiro de 2022 | 16 episódios | 74–100 min. | Minissérie |
| Rookie Cops: Os Novatos | Dramédia policial de amadurecimento | Disney+ (Star)    | 12 de outubro de 2022  | 16 episódios | 54–63 min.  | Minissérie |
| Noica por Vingança      | Comédia romântica sombria           | KBS2              | 24 de maio de 2023     | 16 episódios | 62–69 min.  | Minissérie |
| Patrulha do Rio Han     | Comédia de ação                     | Disney+ (Star)    | 13 de setembro de 2023 | 6 episódios  | 47–53 min.  | Minissérie |

##### Espanhol
| Título           | Gênero              | Emissora original | Estreia                                           | Temporadas                | Duração    | Estado     |
| ---------------- | ------------------- | ----------------- | ------------------------------------------------- | ------------------------- | ---------- | ---------- |
| Amar à Distância | Dramédia romântica  | Disney+ (Star)    | - 21 de setembro de 2021 - 20 de outubro de 2021  | 2 episódios               | 78–80 min. | Minissérie |
| Nasdrovia        | Thriller de comédia | Movistar+         | - 10 de dezembro de 2021 - 16 de novembro de 2022 | 2 temporada, 12 episódios | 27–33 min. | Finalizada |

##### Outros
| Título               | Gênero            | Emissora original                                                | Estreia               | Temporadas                 | Duração    | Idioma    | Estado     |
| -------------------- | ----------------- | ---------------------------------------------------------------- | --------------------- | -------------------------- | ---------- | --------- | ---------- |
| Os Franceses         | Comédia de ação   | Disney+ (Star)                                                   | 19 de outubro de 2022 | 2 temporadas, 10 episódios | 30–35 min. | Francês   | Pendente   |
| Boris                | Comédia           | - Fox International Channels Italia (temp. 1–3) - Star (temp. 4) | 26 de outubro de 2022 | 4 temporadas, 50 episódios | 23–38 min. | Italiano  | Finalizada |
| Pequeno Problema     | Dramédia legal    | - Bilibili - Star                                                | 4 de janeiro de 2023  | 26 episódios               | 37–43 min. | Mandarim  | Minissérie |
| Perdido Pela Fama    | Comédia dramática | - NHK BS Premium - Star                                          | 25 de janeiro de 2023 | 10 episódios               | 48 min.    | Japonês   | Minissérie |
| Em Busca de um Chefe | Comédia dramática | Disney+ Hotstar                                                  | 5 de abril de 2023    | 12 episódios               | 36–45 min. | Indonésio | Minissérie |

#### Animação adulta
| Título                   | Gênero                                       | Emissora original                                             | Estreia                | Temporadas                   | Duração    | Idioma | Estado     |
| ------------------------ | -------------------------------------------- | ------------------------------------------------------------- | ---------------------- | ---------------------------- | ---------- | ------ | ---------- |
| American Dad!            | Sitcom                                       | Fox/TBS                                                       | 31 de agosto de 2021   | 19 temporadas, 344 episódios | 25 min.    | Inglês | Finalizada |
| Bob's Burgers            | Sitcom animada                               | Fox                                                           | 31 de agosto de 2021   | 13 temporadas, 260 episódios | 21 min.    | Inglês | Finalizada |
| Cake                     | Antologia                                    | FXX                                                           | 31 de agosto de 2021   | 4 temporadas, 37 episódios   | 25 min.    | Inglês | Finalizada |
| Duncanville              | Sitcom                                       | Fox                                                           | 31 de agosto de 2021   | 3 temporadas, 39 episódios   | 21 min.    | Inglês | Finalizada |
| Family Guy               | Sitcom                                       | Fox                                                           | 9 de fevereiro de 2022 | 21 temporadas, 409 episódios | 21 min.    | Inglês | Finalizada |
| Os Simpsons              | Sitcom                                       | Fox                                                           | 31 de agosto de 2021   | 34 temporadas, 750 episódios | 21 min.    | Inglês | Finalizada |
| Solar Opposites          | Sitcom de ficção científica                  | Hulu                                                          | 29 de setembro de 2021 | 4 temporadas, 41 episódios   | 22 min.    | Inglês | Finalizada |
| The Great North          | Sitcom                                       | Fox                                                           | 13 de outubro de 2021  | 3 temporadas, 55 episódios   | 22 min.    | Inglês | Finalizada |
| Crossing Swords          | Humor sombrio de fantasia                    | Hulu                                                          | 27 de outubro de 2021  | 2 temporada, 20 episódios    | 22 min.    | Inglês | Finalizada |
| M.O.D.O.K.               | Comédia de ficção científica de super-heróis | Hulu                                                          | 3 de novembro de 2021  | 1 temporada, 10 episódios    | 22 min.    | Inglês | Finalizada |
| Assassímio               | Comédia de ficção científica de super-heróis | Hulu                                                          | 26 de janeiro de 2022  | 1 temporada, 10 episódios    | 22–27 min. | Inglês | Finalizada |
| Bless the Harts          | Sitcom                                       | Fox                                                           | 18 de maio de 2022     | 2 temporadas, 34 episódios   | 22 min.    | Inglês | Finalizada |
| HouseBroken              | Sitcom                                       | Fox                                                           | 21 de setembro de 2022 | 2 temporadas, 30 episódios   | 21 min.    | Inglês | Finalizada |
| Koala Man                | Comédia de super-heróis                      | Hulu                                                          | 9 de janeiro de 2023   | 1 temporada, 8 episódios     | 23–24 min. | Inglês | Finalizada |
| Jovem Diaba              | Comédia                                      | FXX                                                           | 8 de março de 2022     | 1 temporada, 9 episódios     | 22–26 min  | Inglês | Finalizada |
| Praise Petey             | Comédia                                      | Freeform                                                      | 4 de outubro de 2023   | 1 temporada, 10 episódios    | 20–21 min. | Inglês | Finalizada |
| Futurama (8.ª temporada) | Sitcom de ficção científica                  | - Fox (temp. 1–4) - Comedy Central (temp. 5–7) - Hulu temp. 8 | 24 de julho de 2023    | 7 temporadas, 140 episódios  | 22 min.    | Inglês | Pendente   |

#### Anime
| Título                             | Gênero                                   | Emissora original                        | Estreia                      | Temporadas                | Duração    | Idioma  | Estado     |
| ---------------------------------- | ---------------------------------------- | ---------------------------------------- | ---------------------------- | ------------------------- | ---------- | ------- | ---------- |
| Black Rock Shooter: Amanhecer      | Ação/Ficção científica                   | Tokyo MX, BS11, KBS Kyoto, SUN, TV Aichi | 19 de outubro de 2022        | 12 episódios              | 24 min.    | Japonês | Minissérie |
| Tatami: Uma Viagem no Tempo        | Mistério/Comédia romântica               | Disney+ (Star)                           | 9 de novembro de 2022        | 6 episódios               | 18–33 min. | Japonês | Minissérie |
| Tokyo Revengers (2.ª temporada)    | Drama de ação e fantasia                 | MBS, TV Tokyo, AT-X                      | 7 de janeiro de 2023         | 1 temporada, 26 episódios | 24 min.    | Japonês | Finalizada |
| A Ilha das Sombras                 | Drama de suspense                        | Tokyo MX, BS11, Kansai TV, KBC           | 11 de janeiro de 2023        | 25 episódios              | 26 min.    | Japonês | Minissérie |
| Bleach: Thousand-Year Blood War    | Aventura sobrenatural                    | TV Tokyo                                 | 22 de fevereiro de 2023      | 2 partes, 26 episódios    | 24 min.    | Japonês | Finalizada |
| Tengoku-Daimakyo: Ilusão Celestial | Ficção científica de mistério e aventura | Tokyo MX, HTB, RKB, TVA, MBS, BS11       | 1 de abril de 2023           | 1 temporada, 13 episódios | 24 min.    | Japonês | Pendente   |
| Synduality: Noir                   | Drama de ação e fantasia                 | TXN (TV Tokyo)                           | 10 de julho de 2023          | 1 temporada, 24 episódios | 24 min.    | Japonês | Finalizada |
| Phoenix: Eden17                    | Drama de fantasia e ficção científica    | Disney+ (Star)                           | 13 de setembro de 2023       | 4 episódios               | 18–29 min. | Japonês | Minissérie |
| Undead Unluck                      | Comédia sobrenatural de ação e avenutura | JNN (TBS, MBS)                           | 13 de dezembro de 2023       | 1 temporada, 24 episódios | 24 min.    | Japonês | Finalizada |
| Ishura                             | Ação-avenutura de fantasia               | Tokyo MX, BS11, KBS Kyoto, SUN           | Predefinição:Data de inícios | 1 temporada, 12 episódios | 23 min.    | Japonês | Finalizada |
| Sand Land: The Series              | Comédia de aventura de ficção científica | Disney+ (Star)                           | 20 de março de 2024          | 1 temporada, 13 episódios | 24 min.    | Japonês | Finalizada |
| The Fable                          | Thriller criminal                        | NNS (Nippon TV)                          | 7 de abril de 2024           | 1 temporada, 25 episódios | 23 min.    | Japonês | Finalizada |
| Go! Go! Loser Ranger!              | Humor sombrio tokusatsu                  | JNN (TBS), BS11, AT-X                    | 7 de abril de 2024           | 1 temporada, 12 episódios | 23 min.    | Japonês | Finalizada |
| Mission: Yozakura Family           | Thriller de espionagem                   | JNN (TBS, MBS)                           | 1 de maio de 2024            | 1 temporada, 27 episódios | 23 min.    | Japonês | Finalizada |
| Code Geass: Rozé da Recaptura      | Militar de mecha                         | Disney+ (Star)                           | 21 de junho de 2024          | 12 episódios              | 24 min.    | Japonês | Finalizada |

#### Sem roteiro

##### Docussérie
| Título                                               | Gênero                    | Emissora original | Estreia                 | Temporadas                 | Duração    | Idioma   | Estado     |
| ---------------------------------------------------- | ------------------------- | ----------------- | ----------------------- | -------------------------- | ---------- | -------- | ---------- |
| Hip Hop Uncovered                                    | Hip hop                   | FX                | 31 de agosto de 2021    | 6 episódios                | 53–60 min. | Inglês   | Minissérie |
| Meu pai, o Assassino do Zodíaco                      | Docussérie                | FX                | 31 de agosto de 2021    | 4 episódios                | 42–47 min. | Inglês   | Minissérie |
| Uma Imensidão de Erros: O Caso de Jeffrey MacDonald  | True crime                | FX                | 31 de agosto de 2021    | 5 episódios                | 39–60 min. | Inglês   | Minissérie |
| Feyenoord: Por Dentro do Time                        | Esportes                  | Disney+ (Star)    | 1 de setembro de 2021   | 1 temporada, 9 episódios   | 56–61 min. | Holandês | Finalizada |
| McCartney 3,2,1                                      | Musical                   | Hulu              | 22 de setembro de 2021  | 6 episódios                | 27–31 min. | Inglês   | Minissérie |
| Taste the Nation with Padma Lakshmi                  | Culinária e viagem        | Hulu              | 20 de outubro de 2021   | 2 temporadas, 24 episódios | 27–41 min. | Inglês   | Pendente   |
| Pride                                                | Direitos LGBT             | FX                | 27 de outubro de 2021   | 6 episódios                | 41–46 min. | Inglês   | Minissérie |
| Man In The Arena: Tom Brady                          | Esporte                   | ESPN+             | 16 de novembro de 2021  | 10 episódios               | 47–59 min. | Inglês   | Minissérie |
| The Con                                              | True crime                | ABC               | 5 de janeiro de 2022    | 1 temporada, 8 episódios   | 41 min.    | Inglês   | Pendente   |
| Soprano: A Fama por Trás do Rap                      | Biografia musical         | Disney+ (Star)    | 15 de junho de 2022     | 1 temporada, 6 episódios   | 35 min.    | Francês  | Pendente   |
| L.A.: A Cidade dos Serial Killers                    | Policial, True crime      | Hulu              | 22 de junho de 2022     | 1 temporada, 6 episódios   | 41–47 min. | Inglês   | Pendente   |
| MotoGP Unlimited                                     | Esporte                   | Prime Video       | 22 de junho de 2022     | 1 temporada, 8 episódios   | 45–55 min. | Inglês   | Pendente   |
| Procura-se: O Maior Fugitivo das Américas            | Policial                  | Hulu              | 22 de junho de 2022     | 3 episódios                | 38–42 min. | Inglês   | Minissérie |
| Audiência Cativa: O Crime Que Parou a América        | True crime                | Hulu              | 6 de julho de 2022      | 3 episódios                | 44–49 min. | Inglês   | Minissérie |
| Férias Mortais: O Assassinato Selvagem               | Policial                  | Hulu              | 3 de agosto de 2022     | 2 temporadas, 8 episódios  | 40–42 min. | Inglês   | Pendente   |
| O Assassinato das Três Escoteiras                    | True crime                | Hulu              | 17 de agosto de 2022    | 4 episódios                | 41–46 min. | Inglês   | Minissérie |
| A Revolução do Futebol Feminino na Austrália         | Esporte                   | Disney+ (Star)    | 24 de agosto de 2022    | 6 episódios                | 46–52 min. | Inglês   | Minissérie |
| Comidas do Futuro                                    | Comida                    | Hulu              | 7 de setembro de 2022   | 6 episódios                | 30–37 min. | Inglês   | Minissérie |
| Ícone Fashion: A Queda da Von Dutch                  | Docussérie criminal       | Hulu              | 21 de setembro de 2022  | 3 episódios                | 49 min.    | Inglês   | Minissérie |
| Superstar: Vidas de Estrelas                         | Docussérie                | ABC               | 21 de setembro de 2022  | 7 episódios                | 42 min.    | Inglês   | Minissérie |
| Os Assassinatos da Maratona de Boston                | Docussérie                | Hulu              | 12 de outubro de 2022   | 3 episódios                | 43–48 min. | Inglês   | Minissérie |
| Ex-Mórmon: Um Novo Mundo                             | Docussérie                | Hulu              | 12 de outubro de 2022   | 4 episódios                | 50–52 min. | Inglês   | Minissérie |
| Beckham: Salve Nosso Time                            | Esporte                   | Disney+           | 9 de novembro de 2022   | 4 episódios                | 43–47 min. | Inglês   | Pendente   |
| Legacy: A Verdadeira História dos Lakers             | Esporte                   | Hulu              | 7 de dezembro de 2022   | 10 episódios               | 48–67 min. | Inglês   | Minissérie |
| Capturando Meu Assassino                             | True crime                | Hulu              | 12 de janeiro de 2023   | 9 episódios                | 43–52 min. | Inglês   | Minissérie |
| Uma Nova Geração                                     | Docussérie                | Freeform          | 18 de janeiro de 2023   | 8 episódios                | 20 min.    | Inglês   | Minissérie |
| Bem-vindos ao Wrexham                                | Esporte                   | FX                | 18 de janeiro de 2022   | 1 temporada, 10 episódios  | 21–45 min. | Inglês   | Renovada   |
| Policiais Assassinos                                 | Docussérie                | Hulu              | 3 de fevereiro de 2023  | 3 episódios                | 47 min.    | Inglês   | Minissérie |
| Juventude Roubada: Por Dentro da Seita Universitária | Docussérie                | Hulu              | 9 de fevereiro de 2023  | 3 episódios                | 64–75 min. | Inglês   | Minissérie |
| Planeta Sexo com Cara Delevingne                     | Sexualidade humana        | BBC Three         | 14 de fevereiro de 2023 | 1 temporada, 6 episódios   | 42–46 min. | Inglês   | Pendente   |
| Histórias de Orgulho                                 | Estilo de vida            | - OWN - Hulu      | 15 de fevereiro de 2023 | 1 temporada, 6 episódios   | 42 min.    | Inglês   | Pendente   |
| Teal Swan: A Influencer Espiritual                   | Biografia                 | Freeform          | 1 de março de 2023      | 4 episódios                | 43–45 min. | Inglês   | Minissérie |
| O Desaparecimento de Morgan Nick                     | True crime                | Hulu              | 1 de março de 2023      | 4 episódios                | 51–60 min. | Inglês   | Minissérie |
| Grails: Os Tênis que Mudaram o Jogo                  | Docussérie                | Hulu              | 8 de março de 2023      | 1 temporada, 6 episódios   | 23–29 min. | Inglês   | Pendente   |
| Detetives da Web                                     | True crime                | Hulu              | 15 de março de 2023     | 6 episódios                | 45–60 min. | Inglês   | Minissérie |
| O Mistério do Soldado Desaparecido                   | Docussérie                | Hulu              | 15 de março de 2023     | 3 episódios                | 47–53 min. | Inglês   | Minissérie |
| Assassinato no Campus                                | True crime                | Hulu              | 22 de março de 2023     | 6 episódios                | 55–56 min. | Inglês   | Minissérie |
| A História de Brooke Shields                         | Docussérie biográfica     | Hulu              | 3 de abril de 2023      | 2 episódios                | 69–71 min. | Inglês   | Minissérie |
| Caçadores de Mentes Criminosas                       | True crime                | Hulu              | 5 de abril de 2023      | 3 episódios                | 54 min.    | Inglês   | Minissérie |
| Rapcaviar: Os Famosos do Rap                         | Docussérie                | Hulu              | 12 de abril de 2023     | 6 episódios                | 42–44 min. | Inglês   | Minissérie |
| Projeto 1619: Uma Viagem Pela História da Escravidão | História                  | Hulu              | 26 de abril de 2023     | 6 episódios                | 55–61 min. | Inglês   | Minissérie |
| Lambert vs Lambert: Só por Cima de Seu Cadáver       | Docussérie                | Disney+ (Star)    | 10 de maio de 2023      | 4 episódios                | 38–46 min. | Francês  | Minissérie |
| Em Busca do Sabor: Comidas que Alimentam a Alma      | Estilo de vida            | Hulu              | 2 de junho de 2023      | 1 temporada, 8 episódios   | 22–27 min. | Inglês   | Pendente   |
| A Agricultura do Futuro                              | Docussérie                | Disney+ (Star)    | 14 de junho de 2023     | 6 episódios                | 47–52 min. | Alemão   | Minissérie |
| 548 Dias: Capturada por uma Seita                    | Docussérie                | Disney+ (Star)    | 30 de junho de 2023     | 3 episódios                | 47–63 min. | Espanhol | Minissérie |
| The Ashley Madison Affair                            | Docussérie                | Hulu              | 7 de julho de 2023      | 3 episódios                | 43 min.    | Inglês   | Minissérie |
| Os Segredos da Igreja Hillsong                       | Jornalismo investigativo  | FX                | 23 de julho de 2023     | 4 episódios                | 62–64 min. | Inglês   | Minissérie |
| A Geração Golpista                                   | Mídias sociais/True crime | Hulu              | 26 de julho de 2023     | 6 episódios                | 50–66 min. | Inglês   | Minissérie |

##### Reality
| Título                                   | Gênero                  | Emissora original | Estreia                 | Temporadas                 | Duração     | Idioma  | Estado                                                         |
| ---------------------------------------- | ----------------------- | ----------------- | ----------------------- | -------------------------- | ----------- | ------- | -------------------------------------------------------------- |
| The D'Amelio Show                        | Reality                 | Hulu              | 15 de setembro de 2021  | 2 temporadas, 18 episódios | 25–34 min.  | Inglês  | Renovada                                                       |
| The Kardashians                          | Reality                 | Hulu              | 14 de abril de 2022     | 2 temporadas, 21 episódios | 41–73 min.  | Inglês  | 4.ª temporada com estreia prevista para 28 de setembro de 2023 |
| Missão Sobrevivência                     | Reality de competição   | Disney+ (Star)    | 10 de setembro de 2022  | 2 temporadas, 16 episódios | 55–64 min.  | Coreano | Pendente                                                       |
| A Batalha das Pizzas                     | Competição de culinária | Hulu              | 19 de setembro de 2022  | 1 temporada, 10 episódios  | 34–36 min.  | Inglês  | Pendente                                                       |
| Pink Lie: O Jogo da Mentira              | Programa de namoro      | Disney+ (Star)    | 5 de outubro de 2022    | 1 temporada, 12 episódios  | 72–116 min. | Coreano | Pendente                                                       |
| Cozinha Selvagem: O Duelo                | Competição de culinária | Hulu              | 8 de fevereiro de 2023  | 1 temporada, 8 episódios   | 41–43 min.  | Inglês  | Pendente                                                       |
| De Volta Para o Jogo                     | Reality                 | Hulu              | 22 de fevereiro de 2023 | 1 temporada, 8 episódios   | 46–58 min.  | Inglês  | Pendente                                                       |
| A Vida e os Segredos das Irmãs Sozahdahs | Reality                 | Hulu              | 7 de junho de 2023      | 1 temporada, 10 episódios  | 37–45 min.  | Inglês  | Pendente                                                       |
| Chef às Cegas                            | Competição de culinária | Hulu              | 29 de junho de 2023     | 1 temporada, 10 episódios  | 42–47 min.  | Inglês  | Pendente                                                       |
| Jantar com Drags                         | Competição de culinária | Hulu              | 26 de julho de 2023     | 1 temporada, 10 episódios  | 35–43 min.  | Inglês  | Pendente                                                       |

##### Variedades
| Título                            | Gênero     | Emissora original | Estreia                | Temporadas                | Duração    | Idioma  | Estado     |
| --------------------------------- | ---------- | ----------------- | ---------------------- | ------------------------- | ---------- | ------- | ---------- |
| The Choe Show                     | Talk show  | FX                | 17 de novembro de 2021 | 4 episódios               | 22–30 min. | Inglês  | Minissérie |
| Outrun by Running Man             | Variedades | Disney+ (Star)    | 2 de março de 2022     | 1 temporada, 14 episódios | 9–56 min.  | Coreano | Pendente   |
| The Amazing Race (33.ª temporada) | Game show  | CBS               | 13 de abril de 2022    | 1 temporada, 11 episódios | 42–49 min. | Inglês  | Renovada   |

## Filmes originais

### Originais Star+

#### Especiais
| Título                                     | Gênero                 | Estreia              | Duração | Idioma   |
| ------------------------------------------ | ---------------------- | -------------------- | ------- | -------- |
| Santa Evita: Uma Viagem Por Trás das Cenas | Documentário making-of | 26 de agosto de 2022 | 28 min. | Espanhol |

### Filmes regionais exclusivos
| Título          | Gênero       | Estreia               | Duração          | Idioma    | Produção                                                                         |
| --------------- | ------------ | --------------------- | ---------------- | --------- | -------------------------------------------------------------------------------- |
| Fédro           | Documentário | 5 de janeiro de 2021  | 1 hora, 28 min.  | Português | Phaedrus                                                                         |
| O Segundo Homem | Drama        | 12 de janeiro de 2022 | 1 hora, 51 min.  | Português | Luc Filmes, Zero Grau Filmes                                                     |
| A Civil         | Drama        | 3 de agosto de 2022   | 2 horas, 20 min. | Espanhol  | Menuetto Film, One For The Road, Les Films du Fleuve, Mobra Films, Teorema Films |

### Distribuição internacional exclusiva

#### Filmes
| Título                                    | Gênero                                 | Estreia                                                                   | Duração          | Idioma  | Estúdio                                                     | Emissora original             |  |
| ----------------------------------------- | -------------------------------------- | ------------------------------------------------------------------------- | ---------------- | ------- | ----------------------------------------------------------- | ----------------------------- |  |
| Amizade de Férias                         | Comédia                                | 31 de agosto de 2021                                                      | 1 hora, 45 min.  | Inglês  | 20th Century Studios                                        | Hulu                          |  |
| Nomadland                                 | Drama                                  | - 31 de agosto de 2021 (América Latina) - 30 de setembro de 2022 (Brasil) | 1 hora, 48 min.  | Inglês  | Searchlight Pictures                                        | Lançamento nos cinemas / Hulu |  |
| Sem Saída                                 | Thriller de suspense                   | 25 de fevereiro de 2022                                                   | 1 hora, 36 min.  | Inglês  | 20th Century Studios                                        | Hulu                          |  |
| Fresh                                     | Thriller de suspense                   | 4 de março de 2022                                                        | 1 hora, 57 min.  | Inglês  | Searchlight Pictures                                        | Hulu                          |  |
| Sex Appeal                                | Comédia romântica adolescente          | 18 de março de 2022                                                       | 1 hora, 30 min.  | Inglês  | American High                                               | Hulu                          |  |
| Os Olhos de Tammy Faye                    | Drama biográfico                       | 6 de abril de 2022                                                        | 2 horas, 6 min.  | Inglês  | Searchlight Pictures                                        | Lançamentos nos cinemas       |  |
| Casal de Fachada                          | Comédia romântica                      | 20 de maio de 2022                                                        | 2 horas, 4 min.  | Inglês  | Pantelion Films                                             | Hulu                          |  |
| Orgulho e Sedução                         | Comédia romântica                      | 3 de junho de 2022                                                        | 1 hora, 45 min.  | Inglês  | Searchlight Pictures                                        | Hulu                          |  |
| Palm Springs                              | Comédia romântica de ficção científica | 3 de junho de 2022                                                        | 1 hora, 30 min.  | Inglês  | Limelight Productions, Lonely Island Classics               | Hulu                          |  |
| Crush: Amor Colorido                      | Comédia romântica                      | 17 de junho de 2022                                                       | 1 hora, 32 min.  | Inglês  | American High                                               | Hulu                          |  |
| Bad Hair: A Maldição                      | Comédia de terror                      | 1 de julho de 2022                                                        | 1 hora, 43 min.  | Inglês  | Sight Unseen                                                | Hulu                          |  |
| Bob's Burger: O Filme                     | Comédia de animação                    | 20 de julho de 2022                                                       | 1 hora, 42 min.  | Inglês  | 20th Century Studios                                        | Lançamentos nos cinemas       |  |
| A Princesa                                | Fantasia de ação                       | 22 de julho de 2022                                                       | 1 hora, 34 min.  | Inglês  | 20th Century Studios                                        | Hulu                          |  |
| Influencer de Mentira                     | Comédia                                | 29 de julho de 2022                                                       | 1 jora, 43 min.  | Inglês  | Searchlight Pictures                                        | Hulu                          |  |
| O Predador: A Caçada                      | Terror, Ficção científica              | 5 de agosto de 2022                                                       | 1 hora, 40 min.  | Inglês  | 20th Century Studios                                        | Hulu                          |  |
| O Meme do Mal                             | Terror                                 | 10 de outubro de 2022                                                     | 1 hora, 41 min.  | Inglês  | 20th Digital Studio                                         | Hulu                          |  |
| Rosalina                                  | Comédia romântica                      | 14 de outubro de 2022                                                     | 1 hora, 37 min.  | Inglês  | 20th Century Studios                                        | Hulu                          |  |
| Noites Brutais                            | Terror                                 | 26 de outubro de 2022                                                     | 1 hora, 43 min.  | Inglês  | 20th Century Studios                                        | Lançamento nos cinemas        |  |
| A Matriarca                               | Terror                                 | 11 de novembro de 2022                                                    | 1 hora, 25 min.  | Inglês  | 20th Digital Studio                                         | Hulu                          |  |
| Mucho Locos no Natal                      | Comédia de natal                       | 9 de dezembro de 2022                                                     | 1 hora, 38 min.  | Inglês  | American High                                               | Hulu                          |  |
| Veja Como Eles Correm                     | Comédia de mistério                    | 14 de dezembro de 2022                                                    | 1 hora, 39 min.  | Inglês  | Searchlight Pictures                                        | Lançamento nos cinemas        |  |
| Darby: A Jovem Sensitiva                  | Comédia de terror                      | 27 de janeiro de 2023                                                     | 1 hora, 41 min.  | Inglês  | 20th Century Studios                                        | Hulu                          |  |
| Recep İvedik 7                            | Comédia                                | 10 de fevereiro de 2023                                                   | 2 horas, 13 min. | Turco   | Cielo Medya, Aksoy Film, Çamaşırhane Film                   | Disney+ (Star)                |  |
| Valentes                                  | Drama                                  | 24 de fevereiro de 2023                                                   | 1 hora, 41 min.  | Inglês  | Ryder Picture Company, Lyrical Media, Toula67 Entertainment | Hulu                          |  |
| A Última Noite do Ano                     | Comédia                                | 3 de março de 2023                                                        | 2 horas, 21 min. | Turco   | BKM                                                         | Disney+ (Star)                |  |
| Amor nas Ruas de Bursa                    | Comédia                                | 10 de março de 2023                                                       | 2 horas          | Turco   | BKM                                                         | Disney+ (Star)                |  |
| O Estrangulador de Boston                 | Drama policial                         | 17 de março de 2023                                                       | 1 hora, 53 min.  | Inglês  | 20th Century Studios                                        | Hulu                          |  |
| Rye Lane: Um Amor Inesperado              | Comédia romântica                      | 31 de março de 2023                                                       | 1 hora, 23 min.  | Inglês  | Searchlight Pictures                                        | Hulu                          |  |
| Um Pedido de Desculpas                    | Comédia                                | 14 de abril de 2023                                                       | 1 hora, 50 min.  | Turco   | 25 Film                                                     | Disney+ (Star)                |  |
| Quasimodo                                 | Comédia dramática                      | 20 de abril de 2023                                                       | 1 hora, 40 min.  | Inglês  | Searchlight Pictures                                        | Hulu                          |  |
| Tic-Tac: A Maternidade do Mal             | Suspense de terror                     | 28 de abril de 2023                                                       | 1 hora, 33 min.  | Inglês  | 20th Digital Studio                                         | Hulu                          |  |
| Homens Brancos Não Sabem Enterrar         | Comédia esportiva                      | 19 de maio de 2023                                                        | 1 hora, 41 min.  | Inglês  | 20th Century Studios                                        | Hulu                          |  |
| Flamin' Hot: O Sabor que Mudou a História | Drama biográfico                       | 9 de junho de 2023                                                        | 1 hora, 38 min.  | Inglês  | Searchlight Pictures                                        | Hulu / Star                   |  |
| Chevalier                                 | Drama biográfico                       | 16 de junho de 2023                                                       | 1 hora, 49 min.  | Inglês  | Searchlight Pictures                                        | Lançamento nos cinemas        |  |
| Um Motivo para Lutar                      | Drama romântico                        | 7 de julho de 2023                                                        | 1 hora, 43 min.  | Francês | Chi-Fou-Mi Productions                                      | Disney+ (Star)                |  |
| Um Eterno Primeiro Encontro               | Suspense de terror                     | 11 de agosto de 2023                                                      | 1 hora, 28 min.  | Inglês  | 20th Digital Studio, Palabra Productions                    | Hulu                          |  |
| Amizade de Férias 2                       | Comédia                                | 25 de agosto de 2023                                                      | 1 hora, 47 min.  | Inglês  | 20th Century Studios                                        | Hulu                          |  |
| Ninguém Vai te Salvar                     | Terror de Ficção científica            | 22 de setembro de 2023                                                    | 1 hora, 34 min.  | Inglês  | 20th Century Studios                                        | Hulu                          |  |
| O Monstro que vive em Mim                 | Terror dramático                       | 2 de outubro de 2023                                                      | 1 hora, 36 min.  | Inglês  | 20th Digital Studio                                         | Hulu                          |  |
| Quiz Lady                                 | Comédia                                | 3 de novembro de 2023                                                     | 1 hora, 41 min.  | Inglês  | 20th Century Studios                                        | Hulu                          |  |

#### Documentários
| Título                                                     | Gênero           | Estreia                                                                     | Duração         | Idioma   | Estúdio/Emissora       |
| ---------------------------------------------------------- | ---------------- | --------------------------------------------------------------------------- | --------------- | -------- | ---------------------- |
| The Women of 9/11                                          | Documentário     | 10 de setembro de 2021                                                      | 1 hora, 24 min. | Inglês   | ABC News               |
| Summer of Soul                                             | Filme-concerto   | - 19 de novembro de 2021 (América Latina) - 16 de dezembro de 2022 (Brasil) | 1 hora, 57 min. | Inglês   | Hulu                   |
| Hysterical                                                 | Stand-up comedy  | 26 de novembro de 2021 (América Latina)                                     | 1 hora, 27 min. | Inglês   | FX                     |
| The First Wave                                             | Documentário     | 4 de fevereiro de 2022                                                      | 1 hora, 33 min. | Inglês   | Lançamento nos cinemas |
| The Housewife & The Shah Shocker                           | Documentário     | 29 de abril de 2022                                                         | 49 min.         | Inglês   | ABC News               |
| O Informante: Medo e Fé em Heartland                       | Documentário     | 17 de junho de 2022                                                         | 1 hora, 16 min. | Inglês   | Hulu                   |
| Machine Gun Kelly: A Vida de um Astro                      | Música           | 27 de junho de 2022                                                         | 1 hora, 41 min. | Inglês   | Hulu                   |
| Aftershock: Um Choque de Realidade                         | Documentário     | 19 de julho de 2022                                                         | 1 hora, 27 min. | Inglês   | Hulu                   |
| The Sinfluencer of Soho                                    | Documentário     | 12 de agosto de 2022                                                        | 39 min.         | Inglês   | ABC News               |
| The Real Queens of Hip-Hop: The Women Who Changed the Game | Música           | 7 de outubro de 2022                                                        | 39 min.         | Inglês   | ABC News               |
| Out of the Shadows: The Man Behind the Steele Dossier      | Documentário     | 14 de outubro de 2022                                                       | 1 hora, 6 min.  | Inglês   | ABC News               |
| Proibido por Deus: O Escândalo que Destruiu uma Dinastia   | Documentário     | 9 de novembro de 2022                                                       | 1 hora, 49 min. | Inglês   | Hulu                   |
| Beba                                                       | Documentário     | 30 de dezembro de 2022                                                      | 1 hora, 20 min. | Inglês   |                        |
| Everest: Procurando Michaeal                               | Documentário     | 3 de março de 2023                                                          | 1 hora, 40 min. | Inglês   | Disney+ (Star)         |
| AREA21 - Live On Planet Earth                              | Animação/Musical | 5 de abril de 2023                                                          | 46 min.         | Inglês   | Disney+ (Star)         |
| Amém: Perguntando ao Papa                                  | Documentário     | 5 de abril de 2023                                                          | 1 hora, 22 min. | Espanhol | Disney+ (Star)         |
| Queenmaker: Criando Uma It Girl                            | Documentário     | 7 de junho de 2023                                                          | 1 hora, 27 min. | Inglês   | Hulu                   |
| A História do Hino Americano                               | Documentário     | 28 de junho de 2023                                                         | 1 hora, 39 min. | Inglês   | Hulu                   |

#### Especiais
| Título                                   | Gênero         | Estreia                | Duração         | Idioma  |
| ---------------------------------------- | -------------- | ---------------------- | --------------- | ------- |
| The Kardashians: A Robin Roberts Special | Estrevista     | 10 de junho de 2022    | 40 min.         | Inglês  |
| The Paloni Show! Especial de Halloween   | Sitcom animado | 28 de outubro de 2022  | 1 hora, 2 min.  | Inglês  |
| Kate Berlant: Cinnamon in the Wind       | Comédia        | 16 de dezembro de 2022 | 44 min.         | Inglês  |
| Byron Bowers                             | Comédia        | 16 de dezembro de 2022 | 58 min.         | Inglês  |
| Psy Summer Swag 2022                     | Concerto       | 3 de maio de 2023      | 1 hora, 26 min. | Coreano |

## Futura programação original

### Originais Star+

#### Drama
| Título                                       | País      | Gênero              | Estreia | Temporadas               | Duração | Idioma    | Estado   |
| -------------------------------------------- | --------- | ------------------- | ------- | ------------------------ | ------- | --------- | -------- |
| El Mantequilla                               | México    | Drama policial      | 2023    | 1 temporada, 8 episódios | 45 min. | Espanhol  | Filmando |
| Últimas Férias                               | Brasil    | Drama investigativo | 2023    | 1 temporada, 8 episódios | 30 min. | Português | Filmando |
| A História Delas                             | Brasil    | Drama               | 2023    | TBA                      | TBA     | Português | Filmando |
| Desejos S.A.                                 | Brasil    | Drama               | 2023    | TBA                      | TBA     | Português | Filmando |
| Soy Rosalía: una historia de No fue mi culpa | México    | Drama               | TBA     | TBA                      | TBA     | Espanhol  | Pendente |
| Americana                                    | Brasil    | Drama histórico     | TBA     | 1 temporada, 6 episódios | TBA     | Português | Pendente |
| Vidas Bandidas                               | Brasil    | Drama               | TBA     | TBA                      | TBA     | Português | Pendente |
| O Amor da Minha Vida                         | Brasil    | TBA                 | TBA     | TBA                      | TBA     | Português | Pendente |
| La voz ausente                               | Argentina | Drama               | TBA     | TBA                      | TBA     | Espanhol  | Pendente |
| Série sem título de Suzana Pires             | Brasil    | Drama               | TBA     | TBA                      | TBA     | Português | Pendente |

#### Comédia
| Título                       | País      | Gênero            | Estreia | Temporadas                | Duração | Idioma    | Estado       |
| ---------------------------- | --------- | ----------------- | ------- | ------------------------- | ------- | --------- | ------------ |
| How To Be a Carioca          | Brasil    | Comédia           | 2023    | 1 temporada, 6 episódios  | 40 min. | Português | Pós-produção |
| Nada                         | Argentina | Comédia dramática | 2023    | 5 episódios               | TBA     | Espanhol  | Filmando     |
| Fabricantes de Ovnis         | México    | Comédia           | 2023    | 1 temporada, 10 episódios | 30 min. | Espanhol  | Pendente     |
| El rey de los machos         | México    | Comédia dramática | 2023    | 1 temporada, 8 episódios  | 45 min. | Espanhol  | Filmando     |
| Coppola, o agente de futebol | Argentina | Comédia dramática | 2024    | 1 temporada, 6 episódios  | 45 min. | Espanhol  | Pendente     |
| Belas Artes                  | Argentina | Comédia dramática | TBA     | 1 temporada               | TBA     | Espanhol  | Pendente     |
| Compro Likes                 | Brasil    | Comédia           | TBA     | TBA                       | TBA     | Português | Filmando     |

#### Docussérie
| Título                                 | País      | Gênero                | Estreia | Temporadas  | Duração | Idioma   | Estado   |
| -------------------------------------- | --------- | --------------------- | ------- | ----------- | ------- | -------- | -------- |
| Martin Del Potro – O Último Matchpoint | Argentina | Docussérie biográfica | 2023    | 3 episódios | TBA     | Espanhol | Pendente |

#### Biopic
| Título                              | País                | Gênero    | Estreia | Temporadas  | Duração | Idioma    | Estado   |
| ----------------------------------- | ------------------- | --------- | ------- | ----------- | ------- | --------- | -------- |
| Balenciaga                          | Argentina · Espanha | Biografia | TBA     | TBA         | TBA     | Espanhol  | Pendente |
| Série sem título sobre Maria Bonita | Brasil              | Biografia | TBA     | 1 temporada | TBA     | Português | Pendente |

#### Continuações
Esses programas foram escolhidos pelo Star+ para temporadas adicionais, após terem tido suas temporadas anteriores transmitidas em outra emissora.
| Título                           | Gênero            | Emissora original   | Estreia | Temporadas | Duração | Idioma   | Estado   |
| -------------------------------- | ----------------- | ------------------- | ------- | ---------- | ------- | -------- | -------- |
| Alerta Aeroporto (9.ª temporada) | Docu-reality      | National Geographic | TBA     | TBA        | TBA     | TBA      | Pendente |
| Soy tu fan (3.ª temporada)       | Comédia romântica | Once TV             | TBA     | TBA        | TBA     | Espanhol | Pendente |

### Distribuição internacional exclusiva

#### Drama
| Título             | Gênero                      | Emissora original  | Estreia | Temporadas  | Duração | Idioma | Estado       |
| ------------------ | --------------------------- | ------------------ | ------- | ----------- | ------- | ------ | ------------ |
| Shōgun             | Drama histórico             | FX on Hulu         | 2023    | TBA         | TBA     | Inglês | Pós-produção |
| Alien              | Terror de ficção científica | Hulu               | 2023    | TBA         | TBA     | Inglês | Pré-produção |
| The Plot           | Drama                       | Hulu               | TBA     | 8 episódios | TBA     | Inglês | Pendente     |
| La Máquina         | Drama                       | Hulu               | TBA     | TBA         | TBA     | Inglês | Pendente     |
| Great Expectations | Drama de época              | - BBC - FX on Hulu | TBA     | 6 episódios | TBA     | Inglês | Pós-produção |

#### Sem roteiro
| Título    | Gênero                | Emissora original | Estreia | Temporadas  | Duração | Idioma | Estado     |
| --------- | --------------------- | ----------------- | ------- | ----------- | ------- | ------ | ---------- |
| Dear Mama | Docussérie biográfica | FX                | 2023    | 5 episódios | TBA     | Inglês | Minissérie |

## Futuros filmes originais

### Originais Star+
| Título                              | Gênero | Estreia | Duração | Idioma    | Estado             |
| ----------------------------------- | ------ | ------- | ------- | --------- | ------------------ |
| Filme sem título de Wagner de Assis | TBA    | TBA     | TBA     | Português | Em desenvolvimento |

### Distribuição internacional exclusiva
| Título                    | Gênero                      | Estreia | Duração | Idioma | Distribução          | Estado             |
| ------------------------- | --------------------------- | ------- | ------- | ------ | -------------------- | ------------------ |
| Filme de Alien sem título | Terror de ficção científica | TBA     | TBA     | Inglês | 20th Century Studios | Em desenvolvimento |